# Fred Geary
Fred Geary (Nottingham, 23 gennaio 1868 – Crosby, 8 gennaio 1955) è stato un calciatore inglese, di ruolo attaccante.

## Biografia
Dopo il ritiro dal calcio giocato, trovò lavoro come giardiniere presso il Goodison Park. Geary morì l'8 gennaio 1955, due settimane prima del suo ottantasettesimo compleanno.

## Carriera

### Club

#### Gli inizi
Nel 1886 si unisce ai Notts Rangers, con cui rimane per un anno prima di accasarsi al Grimsby Town. Successivamente fa ritorno a Nottingham vestendo nuovamente la maglia dei Notts Rangers.

#### Everton
Dopo una parentesi al Notts County e un nuovo ritorno ai Notts Rangers, nell'estate del 1889 viene ceduto a titolo definitivo all'Everton. Geary fece il proprio debutto con le Toffees il 7 settembre successivo, segnando una doppietta nell'incontro casalingo con il Blackburn. Il 4 novembre contribuisce con una tripletta alla rocambolesca vittoria contro lo Stoke City (8-0). Rientra nel tabellino anche nell'11 a 2 refilato al Derby County il 18 gennaio 1890, considerato il risultato più netto mai registrato dal club di Liverpool. Termina la sua prima annata segnando 21 reti in 18 presenze.
Inizia la stagione 1890-1891 in buona forma, andando in rete in ciascuna delle prime sei gare della stagione. Al termine della stessa si laurea campione d'Inghilterra, replicando lo stesso numero di reti della stagione precedente. La stagione successiva è principalmente condizionata da un infortunio, che finisce per farlo rientrare in campo solo per le ultime 5 gare di campionato. Termina la propria esperienza con le Toffees collezionando 99 presenze e 86 reti.

#### Liverpool e ritiro
Nel maggio 1895 viene acquistato per una somma di 60 sterline dal Liverpool, neoretrocesso in Second Division. Il 7 settembre successivo debutta ufficialmente con la maglia dei Reds, in occasione di una vittoriosa trasferta contro il Notts County, sua ex squadra. La sua prima stagione termina con un bottino di 11 marcature in 19 presenze e con la propria squadra vincitrice del campionato.
La sua seconda annata è principalmente condizionata dagli infortuni, che gli permisero di scendere in campo solamente in 8 occasioni. Rimase al club per altre due stagioni prima di ritirarsi definitivamente dalle attività agonistiche.

### Nazionale
Sigla il proprio debutto con la Nazionale inglese il 15 marzo 1890, mettendo a segno una tripletta nel match contro l'Irlanda valido per il Torneo Interbritannico.

## Palmarès

### Competizioni nazionali
- Campionato inglese: 1

Everton: 1890-1891
- Second Division: 1

Liverpool: 1895-1896